# 泥足毘沙門天
泥足毘沙門天（どろあしびしゃもんてん）は、戦国武将の上杉謙信が祀った毘沙門天像である。山形県指定有形文化財に指定されている。

## 由来
戦国の名将として名高い越後の上杉謙信は、幼少時より信仰心が強く、春日山城中に毘沙門堂を建立して、日々読経を欠かさなかった。その静寂な祈りとは逆に、戦場では、軍神毘沙門天の化身などと諸国から畏怖されるほどの武将であったことは有名である。その謙信が深く信仰した、泥足毘沙門天を祀る毘沙門堂が、春日山城中北に位置する場所に存在した。
尊像は、通常の毘沙門天像とは異なり、多宝塔（舎利塔）を持たず、三叉鉾を立て、腰に手をあてる姿勢で邪鬼を踏む像である。同様の毘沙門天像は京都の鞍馬寺に見ることができる。制作年代は鎌倉期という。
伝承では、戦に明け暮れる日々を送る謙信が、久しぶりに春日山城に帰陣して、毘沙門堂へ上がったところ、驚いたことに、堂内には泥のついた足跡が毘沙門天像まで続いていた。謙信は「毘沙門天が共に戦場を駆け巡ってくれた」と歓喜し、この毘沙門天像を「泥足毘沙門天」と呼ぶようになった。

## 謙信死後
謙信の死後は、後継者の上杉景勝が、豊臣秀吉から会津への移動を命じられた。さらに、関ヶ原の戦いの後は、徳川家康の命によって米沢に移動したのに伴い、泥足毘沙門天も米沢に持ち込まれた。
米沢入りした上杉家は、米沢城を修築して規模拡大を進める中で、謙信を祀る霊廟を本丸東南高台に建立した。城に毘沙門堂が建てられることはなかったが、そこに泥足毘沙門天も合わせて祀ったのである。
江戸時代が終わり、明治時代を迎えると、廃城令に基づき、謙信の霊柩は現在の上杉家廟所に移動する。共に祀られていた泥足毘沙門天像は、廟所脇の法音寺に移り、現在にいたっている。2022年（令和4年）、山形県指定有形文化財に指定。
火災や時代の流れで痛みの激しかった泥足毘沙門天像を、昭和に入って修復した。この時、分身仏を作成して、修復の際に欠け損じた一部を胎内に入れたという。この分身仏は現在寄贈され、春日山城跡に毘沙門堂を再建して本尊となっている。

## その他
同名の泥足毘沙門天像が、山形県米沢市の日朝寺に伝わる。立正大師日蓮の佐渡流罪に関係する伝説に由来するもので分身像である。